# Oratoire du Val-Notre-Dame
L'oratoire du Val-Notre-Dame est une chapelle se trouvant dans la ville de Bezons,, à l'angle de la rue Alphonse Cornaille et de la rue de la Berthie.

## Historique
Il a été inscrit aux monuments historiques par arrêté du 21 décembre 1984.

## Description

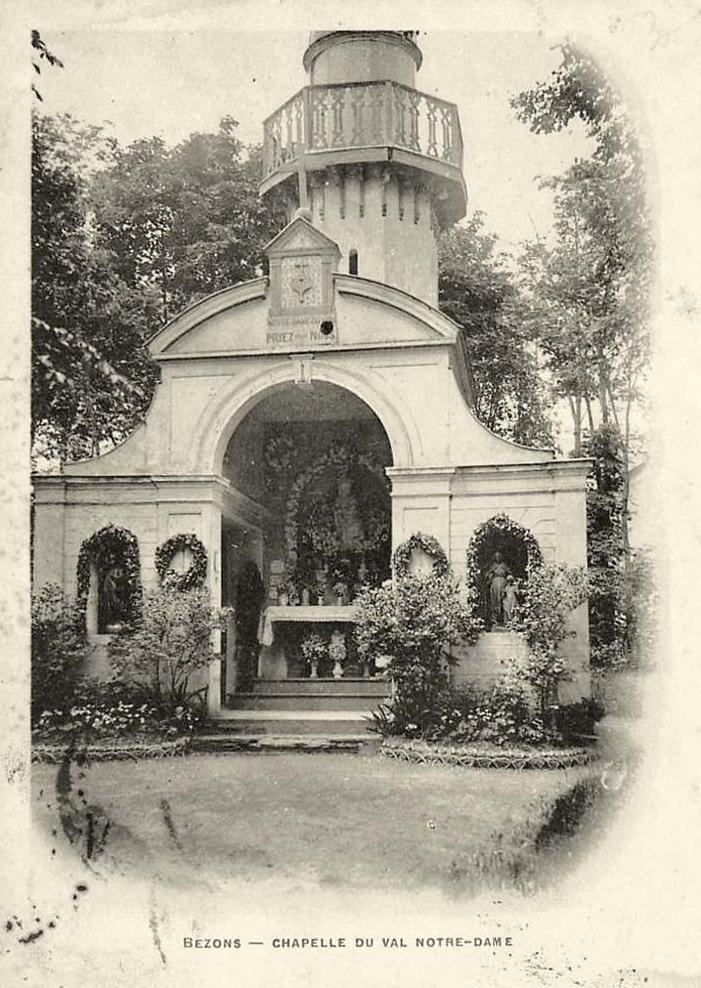
L'oratoire du Val-Notre-Dame au début du XXe siècle.

La chapelle est construite au moment du lotissement du lieu-dit Les Champioux par Jacques-Honoré Recappé (1791-), notaire et conseiller général de Seine-et-Oise en 1858,.
Il lui est adjointe une tourelle hexagonale qui fait office de clocher.